# Parafia św. Marcina z Tours w Ełdytach Wielkich
Parafia świętego Marcina z Tours w Ełdytach Wielkich – parafia rzymskokatolicka znajdująca się w archidiecezji warmińskiej, w dekanacie Orneta.